# Martin Skotnický
Martin Skotnický (* 24. srpna 1947 Bratislava) je slovenský krasobruslař a trenér. Začínal jako sólista, později vytvořil taneční pár se sestrou Dianou. Byli pětinásobnými mistry Československa v letech 1970 až 1974, vyhráli zimní Univerziádu v Rovaniemi roku 1970, na mistrovství Evropy v krasobruslení skončili nejlépe šestí v roce 1973 a na mistrovství světa v krasobruslení nejlépe osmí ve stejném roce.
Po skončení aktivní kariéry přijal místo správce zimního stadiónu v Métách, později získal francouzské občanství. Od roku 1980 působil jako asistent Betty Callawayové, trenérky tanečního páru Jayne Torvillová—Christopher Dean, který vyhrál olympiádu 1984 v Sarajevu. Později vedl francouzský pár Isabelle Duchesnayová a Paul Duchesnay, proslavený novátorským pojetím tanců postaveným na originální choreografii, které vzbuzovalo zájem publika i nepřízeň rozhodčích. Dalšími jeho svěřenci byli Susanna Rahkamová, Petri Kokko nebo Claudia Leistnerová.
Žije v Oberstdorfu a působí jako státní trenér německé reprezentace, jeho manželkou je bývalá krasobruslařka Brunhilde Basslerová.